# Hayder Palacio
Hayder Guillermo Palacio Álvarez (Barranquilla, 22 luglio 1979) è un ex calciatore colombiano, di ruolo difensore.